# مقاطعة سان سابا (تكساس)
مقاطعة سان سابا (بالإنجليزية: San Saba  County)‏ هي إحدى المقاطعات في ولاية تكساس، الولايات المتحدة الأمريكية.